# Огайо (річка)

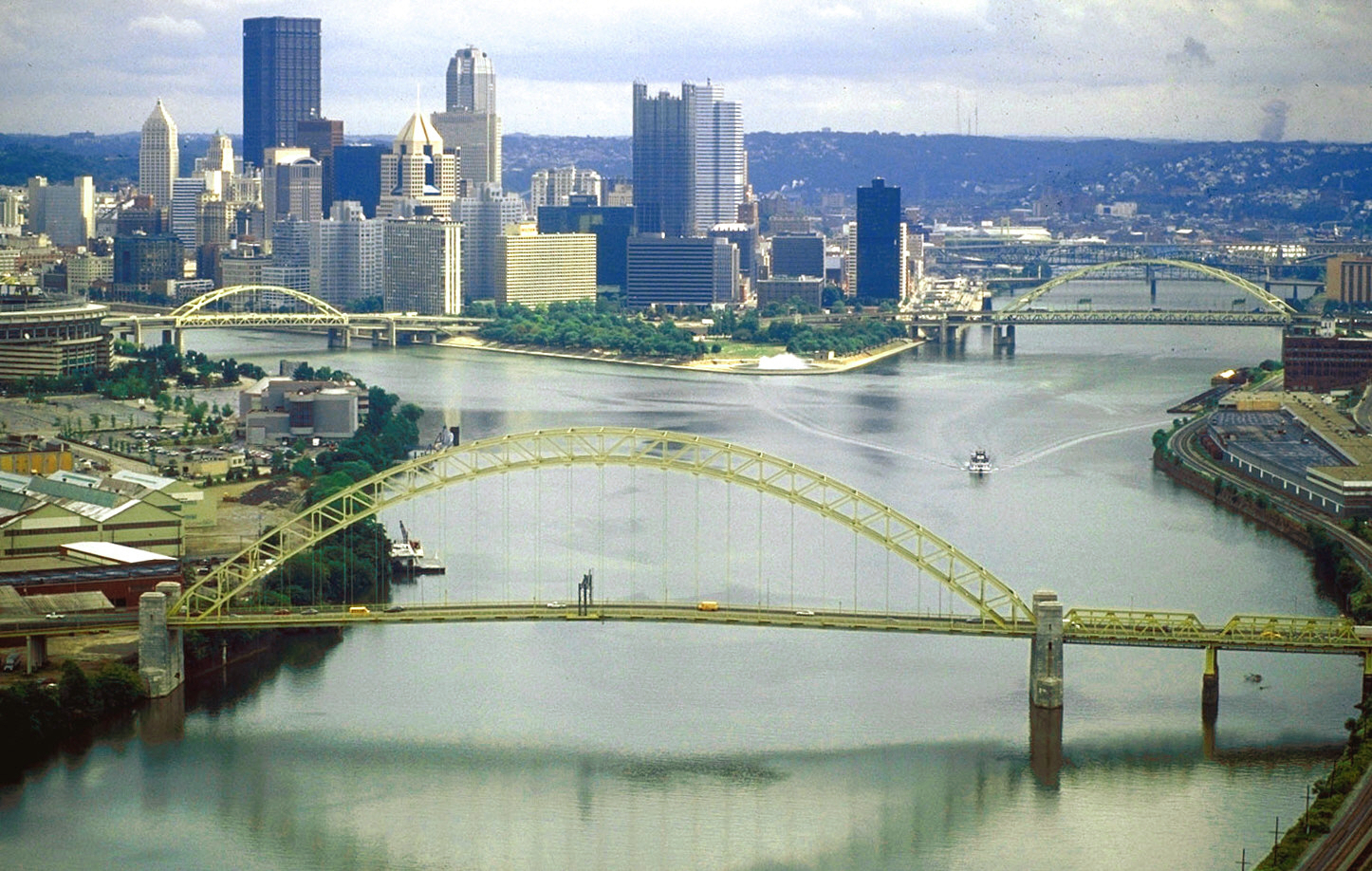
Початок річки Огайо на місці злиття річок Мононгахіла (на фото праворуч) і Аллегейні (на фото ліворуч) на місці міста Пітсбург.

Огайо — річка у східній частині США, ліва притока Міссісіпі. Бере початок на місці злиття річок Мононгахіла і Аллегейні. Річка розташована на кордоні Середнього Заходу та Південної частини Сполучених Штатів, тече в південно-західному напрямку від Піттсбурга, штат Пенсільванія, до гирла річки Міссісіпі в місті Кейро, штат Іллінойс. Довжина 1 580 км; Сточище 526 тисяч км². Це третя за обсягом річка в Сполучених Штатах і найбільша за обсягом притока річки Міссісіпі.
Річка протікає через або вздовж кордону шести штатів, а її водозбірний басейн включає частини 14 штатів. Через свою найбільшу притоку, річку Теннессі, басейн включає кілька штатів на південному сході США. Це джерело питної води для п'яти мільйонів людей.
Поширені повені. Річка судноплавна, сполучена каналами з Великими озерами.
Головні притоки: Кентуккі, Камберленд, Теннессі;
Міста на Огайо: Піттсбурґ, Цинциннаті, Луїсвілл, Ковінгтон.

## Каскад ГЕС
На річці розташовано ГЕС Racine, ГЕ Greenup, ГЕС Meldahl, ГЕС Markland, ГЕС McAlpine, ГЕС Каннелтон, ГЕС Смітленд.